# Loxaspilates boarmiata
Loxaspilates boarmiata là một loài bướm đêm trong họ Geometridae.